# 高速鐵路線列表
高鐵鐵路線列表，列出全球多個國家和地區實際營運的高速鐵路，但並非每個國家都有其高鐵專線。
 

## 營運中（新建路線國內線）

### 亞洲
| 國家/地區      | 營運系統         | 路線名稱                       | 連接端點                       | 連接端點                       | 首段通車日期                   | 全線通車日期                   | 距離（） |
| -------------- | ---------------- | ------------------------------ | ------------------------------ | ------------------------------ | ------------------------------ | ------------------------------ | -------- |
| 日本           | 新幹線           | 東海道新幹線                   | 東京站                         | 新大阪站                       | 1964年10月1日                  | 1964年10月1日                  | 515.4    |
| 日本           | 新幹線           | 山陽新幹線                     | 新大阪站                       | 博多站                         | 1972年3月15日                  | 1975年3月10日                  | 553.7    |
| 日本           | 新幹線           | 東北新幹線                     | 東京站                         | 新青森站                       | 1982年6月23日                  | 2010年12月4日                  | 674.9    |
| 日本           | 新幹線           | 上越新幹線                     | 大宮站                         | 新潟站                         | 1982年11月15日                 | 1982年11月15日                 | 269.5    |
| 日本           | 新幹線           | 北陸新幹線                     | 高崎站                         | 敦賀站                         | 1997年10月1日                  | 2024年3月16日                  | 470.6    |
| 日本           | 新幹線           | 九州新幹線                     | 博多站                         | 鹿兒島中央站                   | 2004年3月13日                  | 2011年3月12日                  | 256.8    |
| 日本           | 新幹線           | 西九州新幹線                   | 武雄溫泉站                     | 長崎站                         | 2022年9月23日                  | 未定                           | 66.0     |
| 日本           | 新幹線           | 北海道新幹線                   | 新青森站                       | 新函館北斗站                   | 2016年3月26日                  | 預計2031年                     | 148.9    |
|                | 韓國高速鐵路     | 京釜高速線                     | 首爾站                         | 釜山站                         | 2004年4月1日                   | 2015年8月1日                   | 438.5    |
| 湖南高速線     | 韓國高速鐵路     | 五松站                         | 光州松汀站                     | 2015年4月1日                   | 未定                           | 182.3                          |          |
| 水西平澤高速線 | 韓國高速鐵路     | 水西站                         | 平泽芝制站                     | 2016年12月9日                  | 2016年12月9日                  | 61.1                           |          |
| 臺灣           | 台灣高鐵         | 台灣高鐵                       | 南港站（也為北宜新線起點）     | 左營站                         | 2007年1月5日                   | 2016年7月1日                   | 348      |
| 中国大陆       | 中國高鐵         | 參見中華人民共和國高鐵線路列表 | 參見中華人民共和國高鐵線路列表 | 參見中華人民共和國高鐵線路列表 | 參見中華人民共和國高鐵線路列表 | 參見中華人民共和國高鐵線路列表 | 约42000  |
| 香港           | 中國高鐵、港鐵   | 廣深港高速鐵路香港段           | 香港西九龍站                   | 福田站                         | 2018年9月23日                  | 2018年9月23日                  | 26.1     |
| 印度尼西亞     | 印尼高速鐵路系統 | 雅萬高鐵                       | 哈利姆站                       | 德卡魯爾站                     | 2023年10月2日                  | 2023年10月2日                  | 142.3    |

### 歐洲
| 國家/地區     | 營運系統            | 路線名稱                      | 連接端點                 | 連接端點                        | 首段通車日期   | 全線通車日期   | 距離（公里）                            |
| ------------- | ------------------- | ----------------------------- | ------------------------ | ------------------------------- | -------------- | -------------- | --------------------------------------- |
| 法國          | 法國高速鐵路(TGV)   | 東南線                        | 巴黎                     | 里昂                            | 1981年9月27日  | 1983年9月25日  | 389.3（高速路段） 409（包括聯絡線）     |
| 法國          | 法國高速鐵路(TGV)   | 大西洋線                      | 巴黎                     | 圣皮耶尔代科尔 勒芒             | 1989年9月24日  | 1990年9月25日  | 232（南支線） 52（西支線）              |
| 法國          | 法國高速鐵路(TGV)   | 羅納－阿爾卑斯線              | 里昂                     | 瓦朗斯                          | 1992年12月13日 | 1994年7月3日   | 115                                     |
| 法國          | 法國高速鐵路(TGV)   | 北線                          | 巴黎                     | 加来 比利時邊境                 | 1993年5月23日  | 1993年9月26日  | 333                                     |
| 法國          | 法國高速鐵路(TGV)   | 互聯東線                      | 北線                     | 東南線                          | 1994年5月29日  | 1994年5月29日  | 57                                      |
| 法國          | 法國高速鐵路(TGV)   | 地中海線                      | 瓦朗斯                   | 馬賽 尼姆                       | 2001年6月10日  | 2001年6月10日  | 216（東支線） 28（西支線）              |
| 法國          | 法國高速鐵路(TGV)   | 東線                          | 巴黎                     | 斯特拉斯堡                      | 2007年6月10日  | 2016年7月3日   | 300（高速段） 406（高速段、建設中路段） |
| 法國          | 法國高速鐵路(TGV)   | 莱茵-罗讷线                   | 東南線                   | 米卢斯                          | 2011年12月11日 | 2030年以后     | 137.9                                   |
| 法國          | 法國高速鐵路(TGV)   | 南歐大西洋線                  | 大西洋線                 | 波尔多                          | 2017年7月2日   | 2017年7月2日   | 302                                     |
| 法國          | 法國高速鐵路(TGV)   | 布列塔尼－盧亞爾河地區線      | 大西洋線                 | 雷恩                            | 2017年7月2日   | 2017年7月2日   | 214                                     |
| 德国          | 德國高速鐵路（ICE） | 漢諾威－維爾茨堡高速鐵路      | 漢諾威火車總站           | 維爾茨堡火車總站                | 1979年5月12日  | 1991年6月2日   | 327                                     |
| 德国          | 德國高速鐵路（ICE） | 曼海姆－斯圖加特高速鐵路      | 曼海姆火車總站           | 斯圖加特火車總站                | 1991年5月9日   | 1991年5月9日   | 98.8                                    |
| 德国          | 德國高速鐵路（ICE） | 漢諾威－柏林高速鐵路          | 柏林火車總站             | 漢諾威火車總站                  | 1998年5月24日  | 1998年5月24日  | 258                                     |
| 德国          | 德國高速鐵路（ICE） | 科隆－法蘭克福高速鐵路        | 科隆火車總站             | 法蘭克福火車總站                | 2002年8月1日   | 2002年8月1日   | 180                                     |
| 德国          | 德國高速鐵路（ICE） | 紐倫堡－慕尼黑高速鐵路        | 紐倫堡火車總站           | 慕尼黑火車總站                  | 2006年5月13日  | 2006年5月13日  | 77.4                                    |
| 德国          | 德國高速鐵路（ICE） | 埃爾福特－萊比錫/哈勒新建鐵路 | 埃爾福特火車總站         | 萊比錫火車總站 哈勒火車總站     | 2015年12月9日  | 2015年12月9日  | 123                                     |
| 德国          | 德國高速鐵路（ICE） | 紐倫堡－埃爾福特高速鐵路      | 紐倫堡火車總站           | 埃爾福特火車總站                | 2017年12月10日 | 未知           | 107                                     |
| 西班牙        | 西班牙高速鐵道(AVE) | 馬德里－西維爾高速鐵路        | 馬德里阿托查車站         | 西維爾聖胡斯塔車站              | 1992年4月16日  | 1992年4月16日  | 460                                     |
| 西班牙        | 西班牙高速鐵道(AVE) | 馬德里－華拉度列高速鐵路      | 馬德里查馬丁車站         | 華拉度列大坎波車站              | 2007年12月23日 | 2007年12月23日 | 179.6                                   |
| 西班牙        | 西班牙高速鐵道(AVE) | 馬德里－巴塞隆納高速鐵路      | 馬德里阿托查車站         | 菲格雷斯比拉凡車站              | 2003年10月11日 | 2013年1月7日   | 621                                     |
| 西班牙        | 西班牙高速鐵道(AVE) | 科爾多瓦－馬拉加高速鐵路      | 科爾多瓦中央車站         | 馬拉加瑪利亞車站                | 2007年12月24日 | 2007年12月24日 | 155                                     |
| 西班牙        | 西班牙高速鐵道(AVE) | 馬德里－東地中海高速鐵路      | 馬德里阿托查車站         | 華倫西亞中央車站 阿爾瓦塞特車站 | 2010年12月19日 | 不詳           | 940                                     |
| 英国          | 英國高速鐵路        | 1號高速鐵路                   | 英法隧道口               | 聖潘克拉斯車站                  | 2003年         | 2007年         | 113.4                                   |
| 比利时        | 比利時高速鐵路      | HSL 1                         | 法比邊界                 | 布魯塞爾南站                    | 1997年12月14日 | 1997年12月14日 | 88                                      |
| 比利时        | 比利時高速鐵路      | HSL 2                         | 魯汶                     | 列日-吉耶曼車站                 | 2002年12月15日 | 2002年12月15日 | 128                                     |
| 比利时        | 比利時高速鐵路      | HSL 3                         | 列日-吉耶曼車站          | 黑爾措根拉特車站                | 2009年6月14日  | 2009年6月14日  | 56                                      |
| 比利时        | 比利時高速鐵路      | HSL 4                         | 安特衛普中央車站         | 比荷邊界                        | 2009           | 2009           | 36                                      |
| 荷蘭          | 荷蘭高速鐵路        | 荷蘭高速鐵路南線              | 阿姆斯特丹中央車站       | 比荷邊界                        | 2009年9月7日   | 2009年9月7日   | 125                                     |
| 土耳其        | 土耳其高速鐵路      | 安卡拉－伊斯坦堡高速鐵路      | 安卡拉車站               | 伊斯坦布爾                      | 2009年3月13日  | 2014年7月25日  | 533                                     |
| 土耳其        | 土耳其高速鐵路      | 安卡拉－科尼亞高速鐵路        | 波拉特勒                 | 科尼亞                          | 2011年8月23日  | 2011年8月23日  | 306                                     |
| 義大利        | 義大利高速鐵路      | 米蘭－都靈                    | 米蘭中央車站             | 都靈新門車站                    | 2006年2月10日  | 2009年12月5日  | 126.6                                   |
| 義大利        | 義大利高速鐵路      | 米蘭－博洛尼亞                | 米蘭中央車站             | 博洛尼亞中央車站                | 2008年12月13日 | 2008年12月13日 | 214                                     |
| 義大利        | 義大利高速鐵路      | 博洛尼亞－佛羅倫薩            | 博洛尼亞中央車站         | 佛羅倫斯新聖母瑪利亞車站        | 2009年12月5日  | 2009年12月5日  | 78.5                                    |
| 義大利        | 義大利高速鐵路      | 佛羅倫薩－羅馬                | 佛羅倫斯新聖母瑪利亞車站 | 羅馬特米尼車站                  | 1977年2月24日  | 1992年5月26日  | 254                                     |
| 義大利        | 義大利高速鐵路      | 羅馬－那不勒斯                | 羅馬特米尼車站           | 那不勒斯中央車站                | 2005年12月19日 | 2009年12月13日 | 196                                     |
| 義大利        | 義大利高速鐵路      | 那不勒斯－薩雷諾              | 那不勒斯中央車站         | 薩雷諾                          | 2008年6月      | 2008年6月      | 29                                      |
| 法國 · 西班牙 | 跨国                | 佩皮尼昂－菲格雷斯            | 佩皮尼昂                 | 菲格拉斯                        | 2010年12月19日 | 2010年12月19日 | 44.4                                    |

## 既有線改造（營運中）
- 日本
  - 山形新幹線
  - 秋田新幹線
- 韓國
  - 中央線
  - 中央內陸線
  - 江陵線
- 俄羅斯
  - 莫斯科－聖彼得堡鐵路
- 法國
  - 尼姆－蒙彼利埃繞道
- 德國
  - 紐倫堡－慕尼黑高速鐵路（因戈爾施塔特－慕尼黑）
  - 柏林－漢堡鐵路
  - 柏林－漢諾威高速鐵路（禾夫斯堡－漢諾威）
  - 萊茵河谷鐵路
- 英國
  - 東岸主線
  - 米德蘭主線
  - 西岸主線
  - 大西部主線
  - 橫貫國家路線

## 新建或擴建路線（建設中）
- 香港
  - 京港高速铁路（丰台－香港西九龍）
- 日本
  - 北海道新幹線（新函館北斗－札幌，預計2031年投入營運）
  - 中央新幹線（品川－名古屋）
- 意大利
  - 米蘭－熱那亞高速鐵路
- 英國
  - 2號高速鐵路（連接倫敦及伯明翰，預計2029年至2033年投入營運）
- 印度
  - 印度高速鐵路（孟買 - 亞美達巴德段（英语：Mumbai–Ahmedabad high-speed rail corridor），預計2026年投入營運）
- 泰國
  - 曼谷—廊開高速鐵路（一期路段預計2026年投入營運）

## 規劃中
亚洲
- 越南南北高速鐵路（越南國會在2024年通过兴建计划，预计2027年动工）
- 中央新幹線（名古屋 - 新大阪）
- 北陸新幹線（敦賀 - 新大阪）
- 臺灣高速鐵路延伸（南港 - 宜蘭段；左營 - 屏東段）

欧洲
- 波尔多－西班牙边境高速铁路（法语：LGV Bordeaux - Espagne）
- 波尔多－图卢兹高速铁路（法语：LGV Bordeaux - Toulouse）
- 普瓦捷－利摩日高速铁路（法语：LGV Poitiers - Limoges）
- 戴高乐机场－皮卡第高速铁路（法语：Ligne Roissy - Picardie）
- 高速铁路互联南线（法语：LGV Interconnexion Sud）
- 巴黎－诺曼底高速铁路（法语：Ligne nouvelle Paris - Normandie）
- 巴黎－奥尔良－克莱蒙费朗－里昂高速铁路（法语：LGV Paris Orléans Clermont-Ferrand Lyon）
- 蒙彼利埃－佩皮尼昂高速铁路（法语：Ligne nouvelle Montpellier - Perpignan）
- 图卢兹－纳博讷高速铁路（法语：Ligne nouvelle Toulouse - Narbonne）
- 普罗旺斯高速铁路（法语：Ligne nouvelle Provence Côte d'Azur）
- 里昂－都灵高速铁路（英语：Turin–Lyon high-speed railway）
- 莫斯科－喀山高速铁路（英语：Moscow-Kazan high-speed railway）

美洲
- 加利福尼亞高速鐵路
- 德州中央鐵路
- 里約熱內盧－聖保羅高速铁路（英语：Rio–São Paulo high-speed rail）